# Broussaisia arguta
Broussaisia arguta är en hortensiaväxtart som beskrevs av Charles Gaudichaud-Beaupré.
Broussaisia arguta ingår i släktet Broussaisia och familjen hortensiaväxter. Inga underarter finns listade i Catalogue of Life.

## Bildgalleri

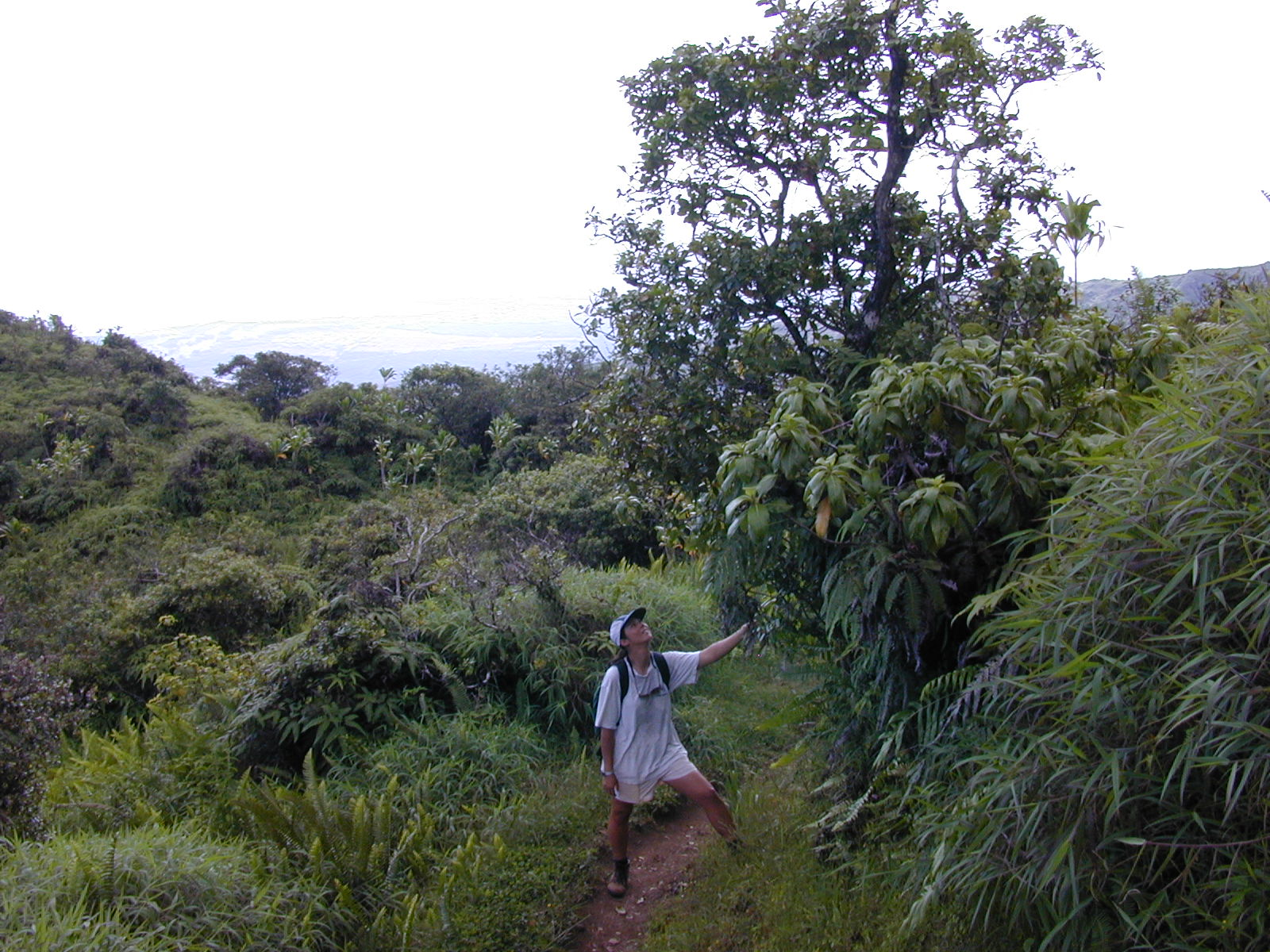
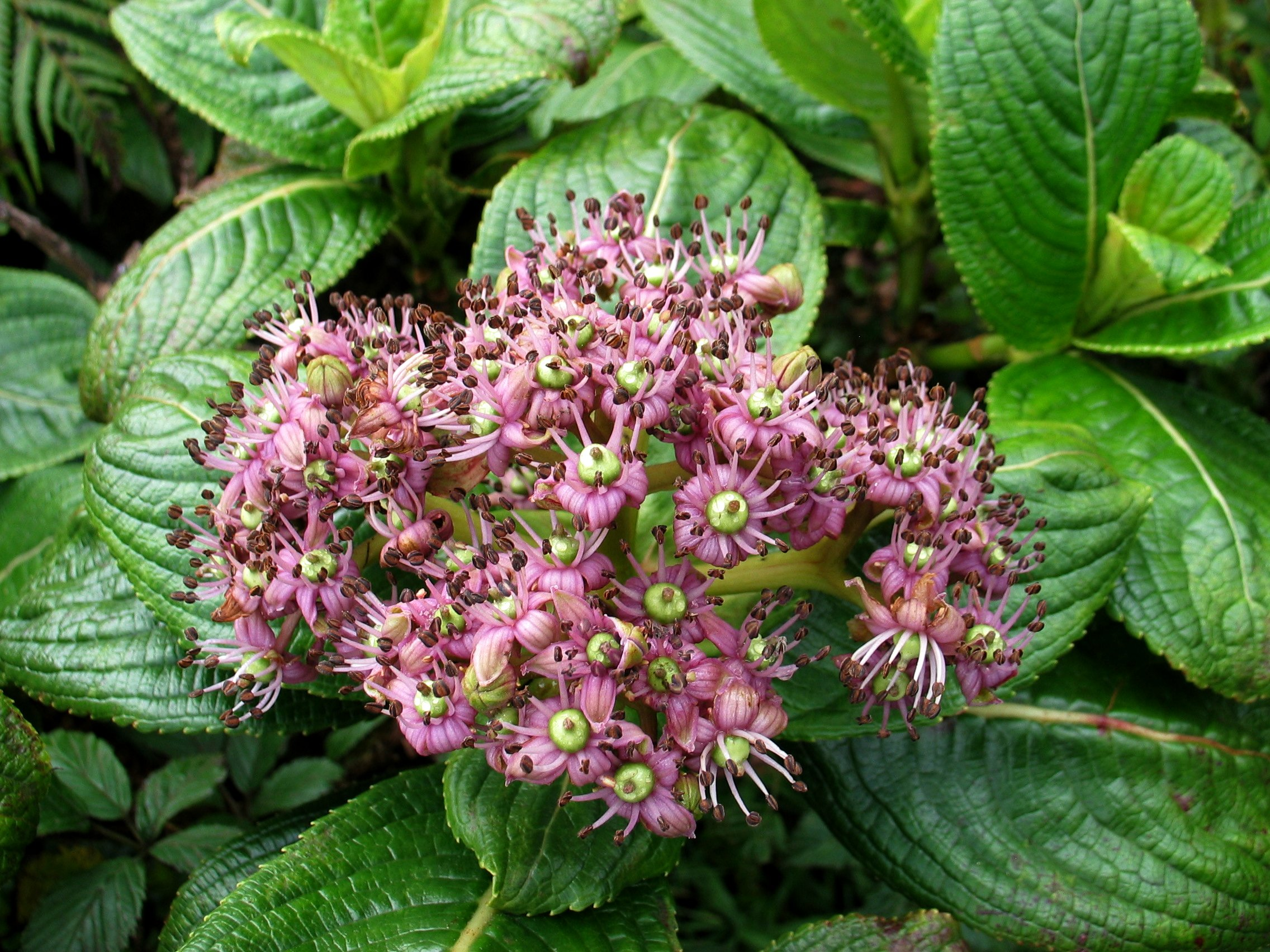
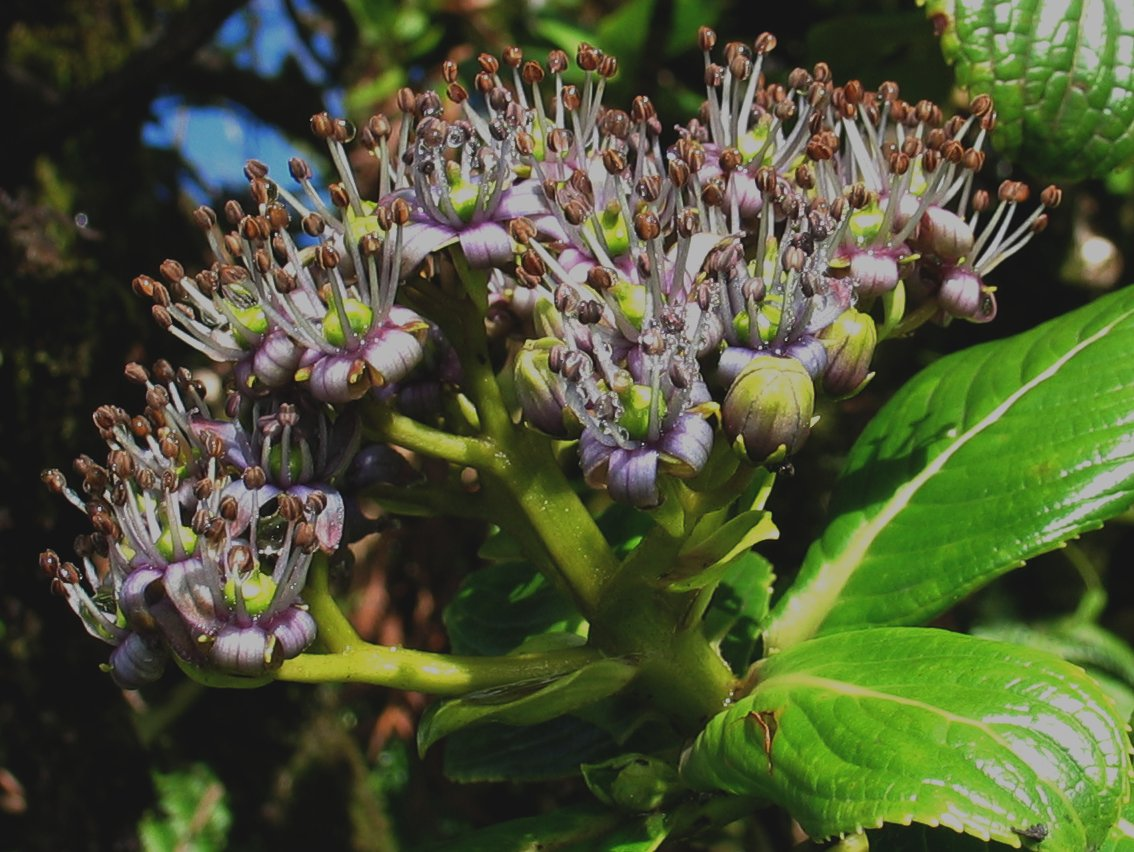
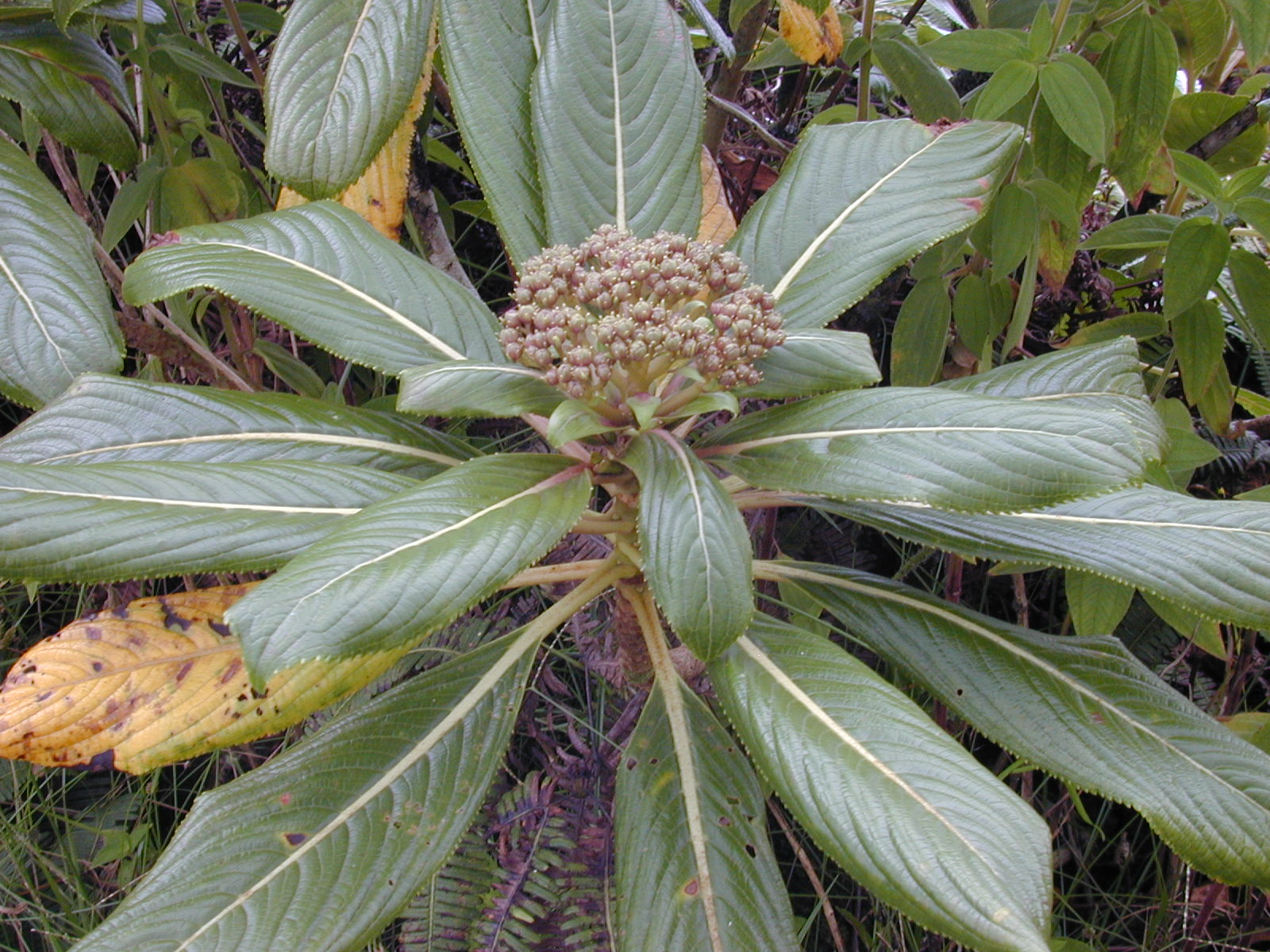
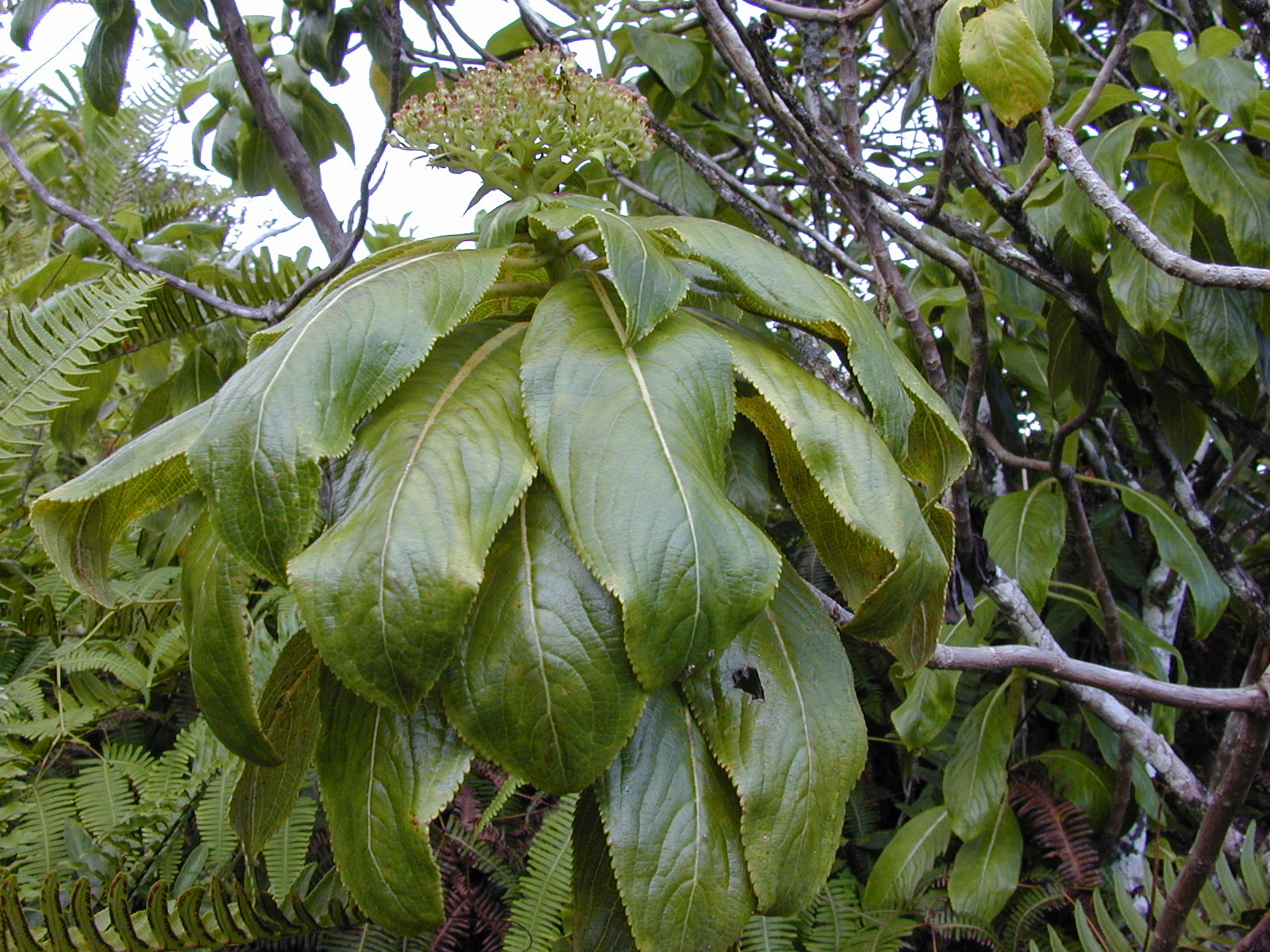
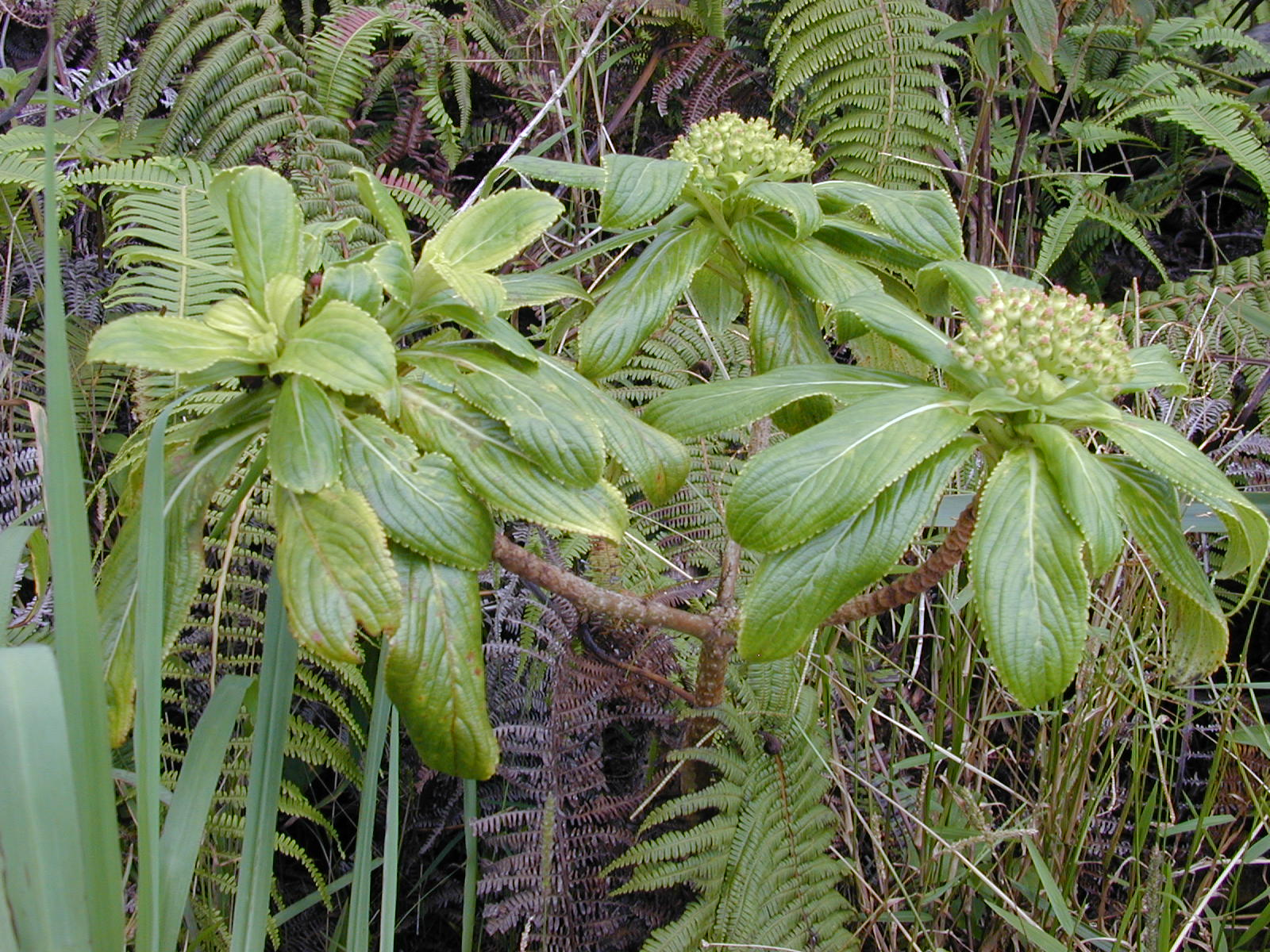